# اونت
اونت (به لاتین: Ovnat) یک شهرک یهودی‌نشین است که در کرانه باختری رود اردن واقع شده‌است.